# 셋업맨

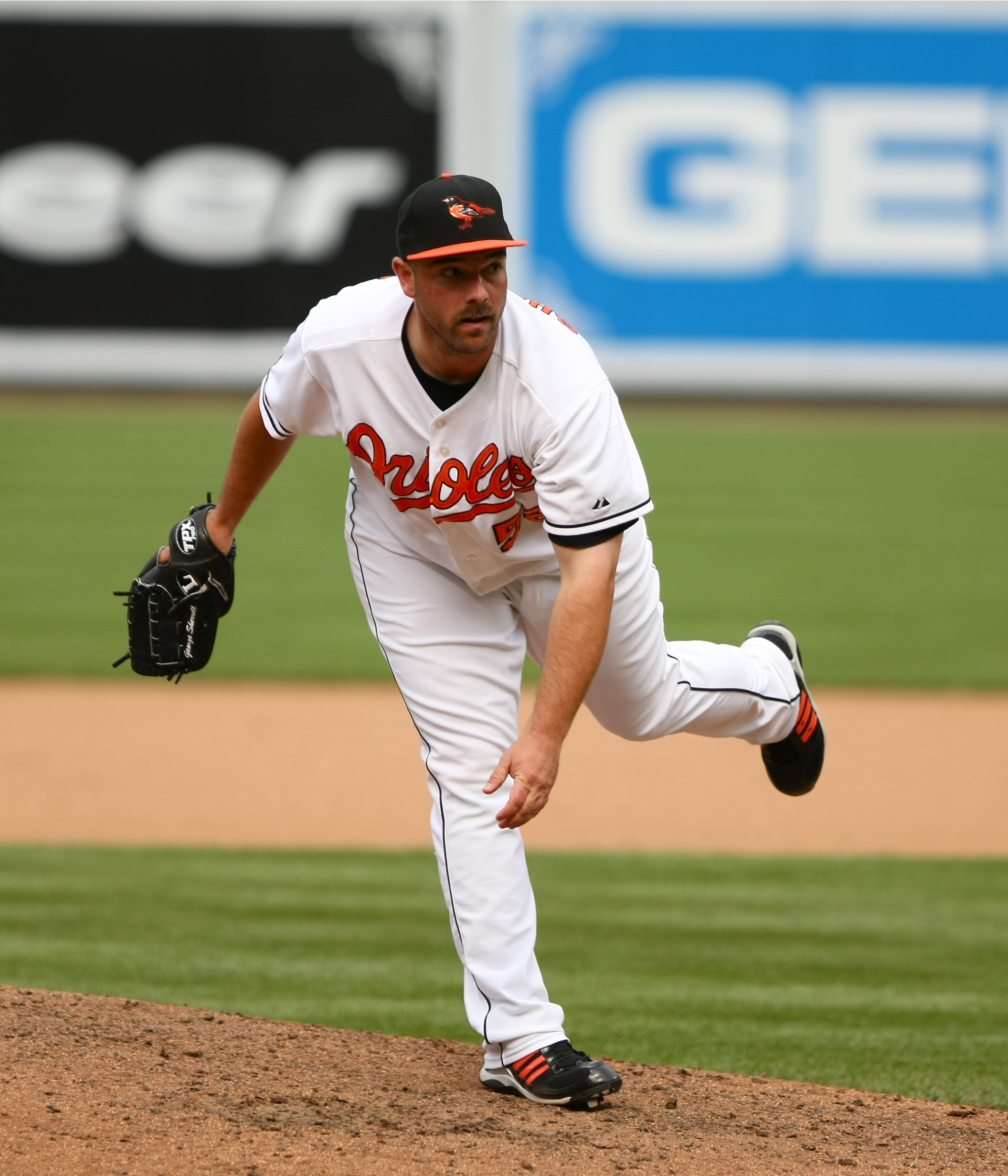

셋업맨(setup man)은 야구에서 마무리 투수가 나오기 전에 주기적으로 볼을 던지는 구원 투수이다. 8회에 등판하여 1이닝을 던지는 것이 보통이다.
구원 투수를 평가하기 위해 사용되는 가장 일반적인 통계 기준은 세이브이다. 통계의 정의 때문에 셋업맨은 던지기를 잘 했더라도 세이브 기록으로 남는 일은 거의 없지만 던지기를 잘 못했을 경우 블론세이브(blown save) 기록을 남길 수 있다.